# サウル・アルバレス 対 エドガー・ベルランガ戦
サウル・アルバレス 対 エドガー・ベルランガ戦（サウル・アルバレス たい エドガー・ベルランガせん）は、2024年9月14日にアメリカ合衆国ネバダ州ラスベガスのT-モバイル・アリーナで開催されたプロボクシングの試合。WBA・WBC・WBO世界スーパーミドル級統一王者のアルバレスと、WBA世界スーパーミドル級1位のベルランガが行うタイトルマッチ。この試合はPrime Videoで放送した。

## 試合までの経緯

### アルバレスの王座獲得及び防衛まで
2018年12月15日、ニューヨークのマディソン・スクエア・ガーデンで、当時ミドル級王者だったアルバレスが階級を上げてWBA世界スーパーミドル級正規王者ロッキー・フィールディングと対戦し、3回2分38秒TKO勝ちを収め、王座を獲得し3階級制覇に成功した。
2020年12月19日、テキサス州サンアントニオのアラモドームで、アルバレスがWBA世界スーパーミドル級スーパー王者カラム・スミスとWBA王座団体内統一戦並びにWBC世界スーパーミドル級王座決定戦で対戦し、12回3-0(117-111、119-109×2)の判定勝ちを収め、WBAは王座統一による初防衛、空位だったWBC王座の獲得、スミスが保持していたリングマガジン認定王座の獲得にも成功した。
2021年2月27日、フロリダ州マイアミのハードロック・スタジアムで、アルバレスがWBC世界スーパーミドル級1位で指名挑戦者アブニ・イルディリムと対戦し、3回終了TKO勝ちを収めWBA王座は2度目、WBC王座の初防衛に成功した。試合後に5月8日にWBO世界スーパーミドル級王者ビリー・ジョー・ソーンダースとの3団体王座統一戦が発表された。
2021年5月8日、テキサス州のAT&Tスタジアムで、アルバレスがWBO世界スーパーミドル級王者ビリー・ジョー・ソーンダースと3団体王座統一戦を行い、8回終了TKO勝ちを収めWBA王座は3度目、WBC王座の2度目の防衛と、WBO王座の獲得に成功し3団体王座統一を果たした。
2021年11月6日、ラスベガスのMGMグランド・ガーデン・アリーナで、アルバレスがIBF世界スーパーミドル級王者カレブ・プラントと4団体王座統一戦を行い、11回1分5秒TKO勝ちを収め、WBA王座は4度目、WBC王座は3度目、WBO王座の初防衛及びIBF王座を獲得し、史上7人目となる主要4団体統一に成功しスーパーミドル級では初の4団体統一王者になった。
2022年9月17日、ラスベガスのT-モバイル・アリーナでアルバレスがWBA・IBF・IBO世界ミドル級統一王者ゲンナジー・ゴロフキンとスーパーミドル級タイトルマッチとして通算で3回目の対戦を行い、12回3-0（116-112、115-113×2）の判定勝ちを納めWBA王座は5度目、WBC王座は4度目、WBO王座は2度目、IBF王座の初防衛に成功した。試合後の会見で、アルバレスは左手首の靭帯損傷を明らかにし長期離脱の可能性があることを表明した。
2023年5月6日、ハリスコ州グアダラハラのエスタディオ・アクロンでアルバレスがWBO世界スーパーミドル級暫定王者ジョン・ライダーと団体内王座統一戦で対戦し、12回3-0（120-107、118-109×2）の判定勝ちを納めWBA王座は6度目、WBC王座は5度目、IBF王座は2度目、WBO王座は王座統一及び3度目の防衛に成功した。
2023年9月30日、-モバイル・アリーナでアルバレスが2階級下のWBAスーパー・WBC・IBF・WBO世界スーパーウェルター級統一王者ジャーメル・チャーロと対戦し、12回3-0（119-108、118-109×2）の判定勝ちを収めWBA王座は7度目、WBC王座は6度目、IBF王座は3度目、WBO王座は4度目の防衛に成功した。
2024年5月4日、T-モバイル・アリーナでアルバレスがWBO世界スーパーミドル級1位のハイメ・ムンギアと対戦し、12回3-0（117-110、116-111、115-112）の判定勝ちを収めWBA王座は8度目、WBC王座は7度目、IBF王座は4度目、WBO王座は5度目の防衛に成功した。

### 対戦決定後の概要から試合まで
2024年7月26日、アルバレスがベルランガとの試合が内定したことで、IBFはIBF世界スーパーミドル級1位のウィリアム・スクールとの指名試合にアルバレスが応じないと判断し、IBF世界スーパーミドル級王座を剥奪した。
2024年9月13日、前日計量が行われ、アルバレスが166.8ポンド、ベルランガが167.7ポンドを計測し一発で計量をパスした。
2024年9月14日、T-モバイル・アリーナで行われたWBA・WBC・WBO世界スーパーミドル級タイトルマッチに於いて、アルバレスが12回3-0（118-109×2、117-110）の判定勝ちを収めWBA王座は9度目、WBC王座は8度目、WBO王座は6度目の防衛に成功した。

## 対戦カード
^Note 1 WBA・WBC・WBO・リングマガジン世界スーパーミドル級タイトルマッチ
^Note 2 WBA世界ミドル級タイトルマッチ
^Note 3 WBA暫定世界スーパーミドル級王座決定戦
^Note 4 WBAアメリカ大陸フェザー級王座決定戦
^Note 5 スーパーフェザー級8回戦

## 採点表
| 王座：WBAスーパー・WBC・WBO・リングマガジン世界スーパーミドル級タイトルマッチ | 王座：WBAスーパー・WBC・WBO・リングマガジン世界スーパーミドル級タイトルマッチ | 王座：WBAスーパー・WBC・WBO・リングマガジン世界スーパーミドル級タイトルマッチ | 王座：WBAスーパー・WBC・WBO・リングマガジン世界スーパーミドル級タイトルマッチ | 王座：WBAスーパー・WBC・WBO・リングマガジン世界スーパーミドル級タイトルマッチ |                                                | 主審：バービィー・ドック(4団体)                | 主審：バービィー・ドック(4団体)                | 主審：バービィー・ドック(4団体)                | 主審：バービィー・ドック(4団体)                | 主審：バービィー・ドック(4団体)                                                |                                                                                | 立会人：ヒルベルト・メンドーサ・ジュニア(WBA:パナマ,WBA会長) マウリシオ・スレイマン(WBC:メキシコ,WBC会長) フランシスコ・バルカルセル(WBO:プエルトリコ,WBO会長) | 立会人：ヒルベルト・メンドーサ・ジュニア(WBA:パナマ,WBA会長) マウリシオ・スレイマン(WBC:メキシコ,WBC会長) フランシスコ・バルカルセル(WBO:プエルトリコ,WBO会長) | 立会人：ヒルベルト・メンドーサ・ジュニア(WBA:パナマ,WBA会長) マウリシオ・スレイマン(WBC:メキシコ,WBC会長) フランシスコ・バルカルセル(WBO:プエルトリコ,WBO会長) | 立会人：ヒルベルト・メンドーサ・ジュニア(WBA:パナマ,WBA会長) マウリシオ・スレイマン(WBC:メキシコ,WBC会長) フランシスコ・バルカルセル(WBO:プエルトリコ,WBO会長) | 立会人：ヒルベルト・メンドーサ・ジュニア(WBA:パナマ,WBA会長) マウリシオ・スレイマン(WBC:メキシコ,WBC会長) フランシスコ・バルカルセル(WBO:プエルトリコ,WBO会長) |
| 開催日：2024年9月14日                                                         | 開催日：2024年9月14日                                                         | 開催日：2024年9月14日                                                         | 開催日：2024年9月14日                                                         | 開催日：2024年9月14日                                                         | 会場：ネバダ州ラスベガス・T-モバイル・アリーナ | 会場：ネバダ州ラスベガス・T-モバイル・アリーナ | 会場：ネバダ州ラスベガス・T-モバイル・アリーナ | 会場：ネバダ州ラスベガス・T-モバイル・アリーナ | 会場：ネバダ州ラスベガス・T-モバイル・アリーナ | 主催：TGBプロモーションズ カネロ・プロモーションズ マッチルーム・スポーツ・USA | 主催：TGBプロモーションズ カネロ・プロモーションズ マッチルーム・スポーツ・USA | 主催：TGBプロモーションズ カネロ・プロモーションズ マッチルーム・スポーツ・USA                                                                                 | 主催：TGBプロモーションズ カネロ・プロモーションズ マッチルーム・スポーツ・USA                                                                                 | 主催：TGBプロモーションズ カネロ・プロモーションズ マッチルーム・スポーツ・USA                                                                                 | | |
| サウル・アルバレス                                                            | サウル・アルバレス                                                            | 対                                                                            | エドガー・ベルランガ                                                          | エドガー・ベルランガ                                                          | サウル・アルバレス                             | サウル・アルバレス                             | 対                                             | エドガー・ベルランガ                           | エドガー・ベルランガ                           | サウル・アルバレス                                                             | サウル・アルバレス                                                             | 対 | エドガー・ベルランガ | エドガー・ベルランガ | | |
| RS                                                                            | TS                                                                            | 回                                                                            | TS                                                                            | RS                                                                            | RS                                             | TS                                             | 回                                             | TS                                             | RS                                             | RS                                                                             | TS                                                                             | 回 | TS | RS | | |
| 10                                                                            |                                                                               | 1                                                                             |                                                                               | 9                                                                             |                                                | 10                                             |                                                | 1                                              |                                                | 9                                                                              |                                                                                | 10 | | 1 | | 9 |
| 10                                                                            | 20                                                                            | 2                                                                             | 18                                                                            | 9                                                                             | 10                                             | 20                                             | 2                                              | 18                                             | 9                                              | 10                                                                             | 20                                                                             | 2 | 18 | 9 | | |
| 10                                                                            | 30                                                                            | 3                                                                             | 26                                                                            | 8                                                                             | 10                                             | 30                                             | 3                                              | 26                                             | 8                                              | 10                                                                             | 30                                                                             | 3 | 26 | 8 | | |
| 10                                                                            | 40                                                                            | 4                                                                             | 35                                                                            | 9                                                                             | 9                                              | 39                                             | 4                                              | 36                                             | 10                                             | 9                                                                              | 39                                                                             | 4 | 36 | 10 | | |
| 10                                                                            | 50                                                                            | 5                                                                             | 44                                                                            | 9                                                                             | 10                                             | 49                                             | 5                                              | 45                                             | 9                                              | 10                                                                             | 49                                                                             | 5 | 45 | 9 | | |
| 9                                                                             | 59                                                                            | 6                                                                             | 54                                                                            | 10                                                                            | 9                                              | 58                                             | 6                                              | 55                                             | 10                                             | 10                                                                             | 59                                                                             | 6 | 54 | 9 | | |
| 9                                                                             | 68                                                                            | 7                                                                             | 64                                                                            | 10                                                                            | 9                                              | 67                                             | 7                                              | 65                                             | 10                                             | 9                                                                              | 68                                                                             | 7 | 64 | 10 | | |
| 10                                                                            | 78                                                                            | 8                                                                             | 73                                                                            | 9                                                                             | 10                                             | 77                                             | 8                                              | 74                                             | 9                                              | 10                                                                             | 78                                                                             | 8 | 73 | 9 | | |
| 10                                                                            | 88                                                                            | 9                                                                             | 82                                                                            | 9                                                                             | 10                                             | 87                                             | 9                                              | 83                                             | 9                                              | 10                                                                             | 88                                                                             | 9 | 82 | 9 | | |
| 10                                                                            | 98                                                                            | 10                                                                            | 91                                                                            | 9                                                                             | 10                                             | 97                                             | 10                                             | 92                                             | 9                                              | 10                                                                             | 98                                                                             | 10 | 91 | 9 | | |
| 10                                                                            | 108                                                                           | 11                                                                            | 100                                                                           | 9                                                                             | 10                                             | 107                                            | 11                                             | 101                                            | 9                                              | 10                                                                             | 108                                                                            | 11 | 100 | 9 | | |
| 10                                                                            | 118                                                                           | 12                                                                            | 109                                                                           | 9                                                                             | 10                                             | 117                                            | 12                                             | 110                                            | 9                                              | 10                                                                             | 118                                                                            | 12 | 109 | 9 | | |
| 計                                                                            | 118                                                                           | –                                                                             | 109                                                                           | 計                                                                            |                                                | 計                                             | 117                                            | –                                              | 110                                            | 計                                                                             |                                                                                | 計 | 118 | – | 109 | 計 |
| 副審：マックス・デルーカ(4団体)                                               | 副審：マックス・デルーカ(4団体)                                               | 副審：マックス・デルーカ(4団体)                                               | 副審：マックス・デルーカ(4団体)                                               | 副審：マックス・デルーカ(4団体)                                               | 副審：デビット・サザーランド(4団体)            | 副審：デビット・サザーランド(4団体)            | 副審：デビット・サザーランド(4団体)            | 副審：デビット・サザーランド(4団体)            | 副審：デビット・サザーランド(4団体)            | 副審：スティーブ・ワイスフェルド(4団体)                                        | 副審：スティーブ・ワイスフェルド(4団体)                                        | 副審：スティーブ・ワイスフェルド(4団体) | 副審：スティーブ・ワイスフェルド(4団体) | 副審：スティーブ・ワイスフェルド(4団体) | | |
| 処分：無し                                                                    | 処分：無し                                                                    | 処分：無し                                                                    | 処分：無し                                                                    | 処分：無し                                                                    | 減点：無し                                     | 減点：無し                                     | 減点：無し                                     | 減点：無し                                     | 減点：無し                                     | 結果：アルバレス12回3-0の判定勝ち                                              | 結果：アルバレス12回3-0の判定勝ち                                              | 結果：アルバレス12回3-0の判定勝ち | 結果：アルバレス12回3-0の判定勝ち | 結果：アルバレス12回3-0の判定勝ち | | |

## ペイ・パー・ビュー売上げ
| 開催年月日    | イベント                                    | 販売件数 | テレビ局    | 備考   |
| ------------- | ------------------------------------------- | -------- | ----------- | ------ |
| 2024年9月14日 | サウル・アルバレス vs. エドガー・ベルランガ | 65万件   | Prime Video | 90ドル |